# Dave Eggar

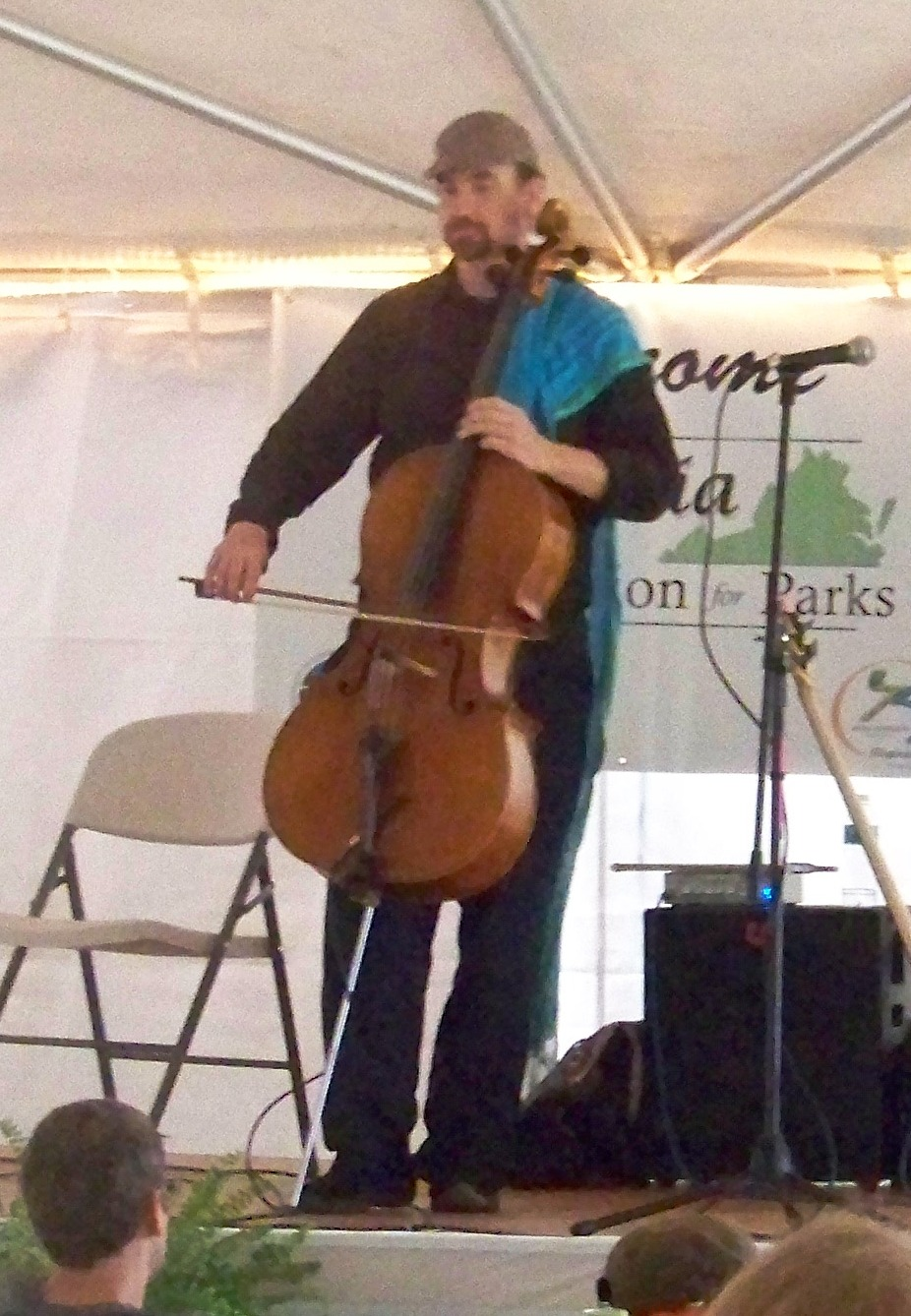
Dave Eggar

Dave Eggar (Nova York, 28 de junho de 1974) é um americano, violoncelista, pianista e compositor.

## Início
Eggar foi um prodígio musical quando criança, começando a tocar violoncelo e piano aos três anos e atuar na Broadway e no Metropolitan Opera com sete anos. Ele treinou como violoncelista clássico na Juilliard School, e mais tarde se formou pela Universidade de Harvard e do Programa de Doutorado da Escola de Juilliard. Ele estreou no Carnegie Hall aos 15 como o mais jovem vencedor da história da competição Internacional de Artistas. Ele já apareceu em todo o mundo como solista clássico, incluindo aparições concerto no Avery Fisher Hall, no Carnegie Hall, de Londres, Barbican Center, Ópera de Paris, e no Hollywood Bowl.

## Carreira
Eggar já se apresentou e gravou com artistas de gêneros diversos, incluindo a Rua Craig Ramblers, The Who, Coldplay, John Denver, Ornette Coleman, Josh Groban, Roberta Flack, Bon Jovi, Michael Brecker, Phil Ramone, Sanborn Dave, Lincoln Abbey, Luciano , Sly and Robbie, Lucia Micarelli, Dianne Reeves, Alex Skolnick, Trans-Siberian Orchestra, Brandy, Hannah Montana, Beyoncé, Fall Out Boy, Pearl Jam, Revival alma popular, o Spin Doctors, The Manhattan Transfer, Train, Tony Bennett, Taylor Swift, Carly Simon, Duncan Sheik, Sinéad O'Connor, Kathleen Battle, EdibleRed, Breaking Benjamin, Ray LaMontagne, Bebel Gilberto, Chris Potter, Linda Eder, Gil Goldstein, Eugenia Zukerman, Lyfe Jennings e Corinne Bailey Rae. Ele tem viajado extensivamente como o violoncelista solo com a banda de rock Evanescence e com a cantora Amy Lee, incluindo performances no The View, PBS, The Tonight Show, MTV e VH1.
Eggar também foi um membro fundador do quarteto de fluxo, e estreou mais de 100 obras de música contemporânea, incluindo obras de Frank Zappa, Charles Ives, John Cage, Nancarrow Conlon, Sharp Elliott, Ornette Coleman, John Pattitucci, Lago Oliver,Morton Feldman , Sir Harrison Birtwistle e Augusta Read Thomas.
Além disso, Eggar compôs extensivamente para a dança clássica e contemporânea, e colaborou como compositor ou intérprete em destaque, com empresas como a New York City Ballet, (Morphosen Chris Wheeldon'S), Wei Shen Dança Artes (Transferência Connect), Teatro de Ataque (Noto , Jogos de Aço, a sala de montagem), Rebecca Stenn Dança (Blueprint, à esquerda da queda, Doces Carmen), José Limon Company (Pavane Moor, La Malinche, Oferenda Musical), Thresh (passado-presente), e Dança Brasil.
Eggar trabalho como um violoncelista solo tem sido destaque nos filmes aceites, o inverno passado, Claire Dolan, Josué e The Roost. Mais recente projeto de Eggar, Massive Azul, ampliou seu alcance musical e suscitado um interesse internacional em som eclético da banda. Eggar assinado com Domo Records em 1998 e lançou três álbuns.

## Discografia
- 1998-Serenity
- 2002-Angelic Embrace(ábulm)
- 2005-Left Of Blue
- 2010-Kingston Morning
- 2010-The Yoga Sessions: Mozart
- 2011-Deoro XX
- 2011-String Theory
- 2014-Aftermath (com Amy Lee)